# Mr.CEO
『Mr.CEO』（ミスター・シーイーオー）は、かつて日本のDINCが提供していたブラウザゲームである。専用クライアントソフトのダウンロードは不要。
ゲームの種類としては、経営シミュレーションゲームを称しており、プレイヤーが一人のCEOとなり会社を経営し、他のプレイヤーと会社の規模を競い合う。
2012年7月25日にサービスを終了した。

## 概要
ゲームスタート時にサービス、小売、娯楽、飲食、のいずれかの業種を選択し、会社を設立する。人材の確保や育成，在庫の管理，商品開発，プロモーションなどを行いながら経営を軌道に乗せていく。

## ゲームの魅力
会社経営の要素以外にも他のユーザーとの交流やミニゲームなど、プレイヤーを飽きさせない要素がある。